# Workey
Workey är en svensk webbplats med sökmotor för jobbannonser, grundad 2007 av Lisa Hemph tillsammans med Simon Ruben Hemph (fd. Christoffersen). Sajten använder sig av andra sajters annonser för att erbjuda jobb istället för att lagra egna.
På vissa punkter kan Workey liknas vid Google. Affärsmodellen bygger på sponsrade platsannonser och länkar, och indexering av data sker med artificiell intelligens. Workey härstammar från IQube. År 2008 investerade Bonnier AB i Workey AB. År 2011 blev Workey förvärvat av HR North Sweden. År 2020 förvärvar Mikael Lindström domänen workey.se och hemsidan återuppstår som en populär jobbsökmotor likt den varit tidigare.